# Calamiteitensteiger

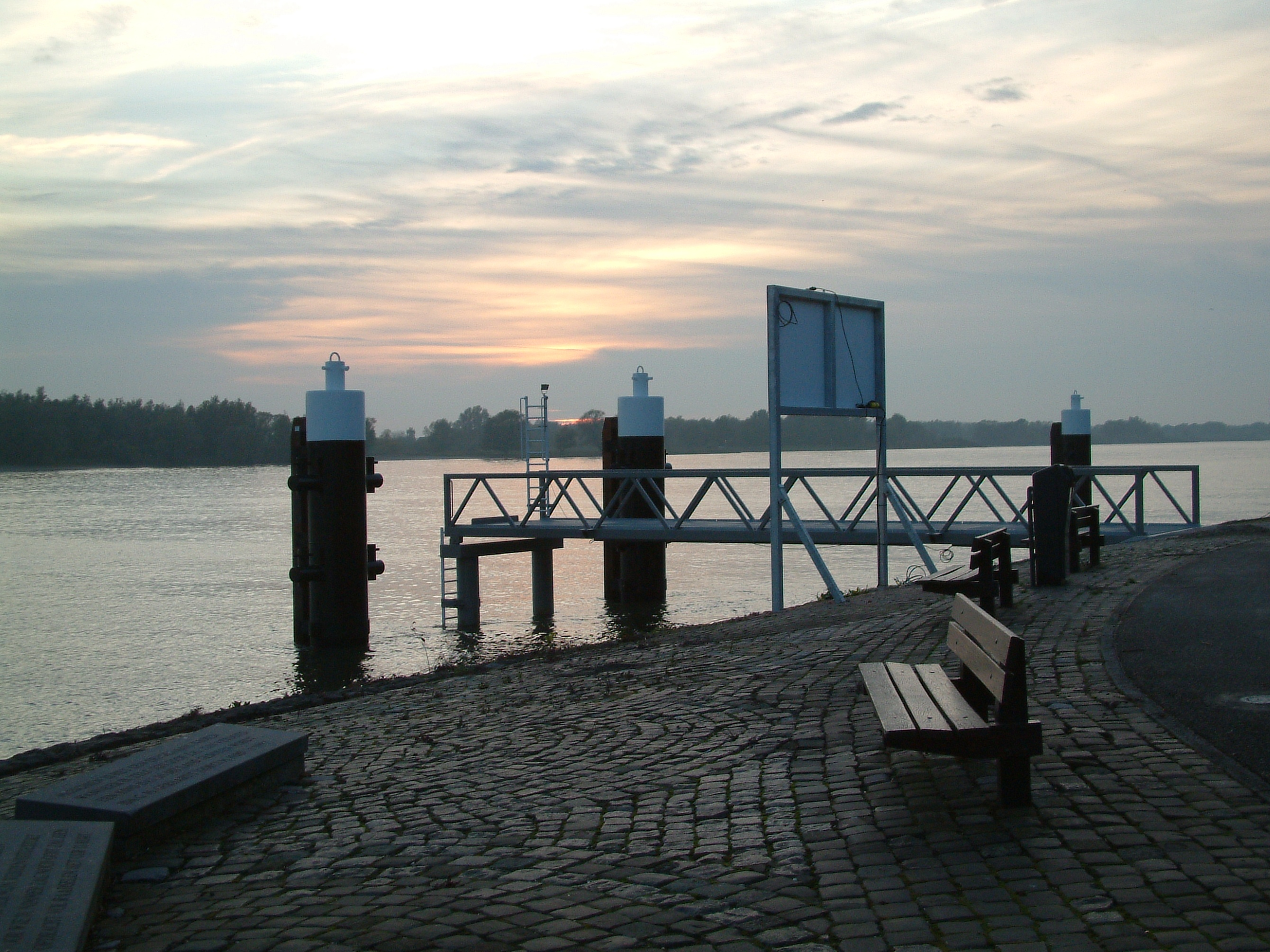
Een van de twee afzetsteigers van het calamiteitensteiger in Gorinchem aan de Boven Merwede

Een calamiteitensteiger is een voorziening voor de binnenvaart, waarvandaan rampbestrijding op de rivier kan worden gestart. Vanaf zo'n steiger kunnen hulpdiensten aan boord van schepen stappen, die naar een schip in nood varen. Niet elk steiger is hiervoor geschikt. Het moet groot en stevig genoeg zijn om het mogelijk te maken eventueel zwaar materieel veilig aan boord te zetten.

## Gorinchem
Een goed voorbeeld is het op 20 oktober 2008 in gebruik genomen calamiteitensteiger van de gemeente Gorinchem, Buiten de Waterpoort aan de Boven Merwede, kilometerraai 955. Deze steiger is ook een autosteiger, een voorziening om het mogelijk te maken dat de auto's van binnenschippers aan boord kunnen worden gezet en ook weer kunnen worden afgezet. Zulke steigers worden daarnaast vaak gebruikt om te wisselen van bemanning bij schepen in de continuvaart. Het werd op initiatief van het lid Achien Kamsteeg door de Schuttevaer-afdeling Hardinxveld-Giessendam (na de fusie met afdeling Sliedrecht afdeling Alblasserwaard) en door gemeente Gorinchem samen met Rijkswaterstaat ontwikkeld en gerealiseerd.
Het is geschikt voor alle typen schepen, van een spits tot een 210 meter lang koppelverband, een duwboot met duwbakken. Het bestaat een rij van zeven palen met een afzetsteiger aan beide einden. De bolders reiken tot 6 meter + NAP, de afstanden tussen de palen zijn 30 meter. De gemiddelde waterdiepte ter plaatse is 4,50 meter en de afrit naar de wal is 3,50 meter breed. De steiger is zowel op- als afvarend gemakkelijk aan te schieten. Schepen kunnen hier dag en nacht terecht voor maximaal een half uur. Als autosteiger is het een voorzet voor de tot nu toe ontbrekende autosteigers langs de grote rivieren.
Maandag 31 januari 2022 werd het steiger tijdens de storm Corrie aangevaren en zwaar beschadigd. Een geladen containerschip werd bij het afmeren door de wind tegen het steiger aangeblazen, waardoor zowel het steiger als een van de twee afmeerpalen werden vernield. Dinsdagmorgen werd het steiger en de beschadigde afmeerpaal verwijderd. Na de nodige onderzoeken en inspectierapporten kon woensdag 7 december 2022 het nieuwe steiger weer in gebruik genomen worden.

## Haaften
In de overnachtingshaven van Haaften is een faciliteitensteiger. Bij hoogwater is in- en uitvaart gecompliceerd en is verbinding met de wal afwezig. (Een faciliteitensteiger biedt ligplaats aan een schip met gevaarlijke stoffen.) Ook kan deze steiger bij calamiteiten gebruikt worden. Bij hoog water is de steiger onbruikbaar, wat de veiligheid op de rivier niet verhoogt.

## Terneuzen
Over de calamiteitensteiger bij de Middensluis in Terneuzen zijn veel schippers ontevreden. Het probleem treedt op als het laag water is, dan is de hoek van de loopbrug te steil. Er werd al eens geconstateerd dat er vier ambulancebroeders nodig waren om een brancard met een zieke of gewonde in die situatie boven te krijgen.